# Volkmar Schöneburg
Volkmar Schöneburg (* 30. Juni 1958 in Potsdam) ist ein deutscher Politiker (Die Linke) und Jurist. Er war von 2009 bis zu seinem Rücktritt 2013 Minister der Justiz des Landes Brandenburg. Zwischen 2014 und 2019 war er Abgeordneter des brandenburgischen Landtags.

## Leben
Nach dem Abitur 1977 leistete Schöneburg bis 1980 seinen Wehrdienst ab. Anschließend nahm er ein Studium der Rechtswissenschaften an der Humboldt-Universität zu Berlin auf, das er 1984 als Diplom-Jurist abschloss. Dort war er als Forschungsstudent beschäftigt. Am 14. Dezember 1987 wurde Schöneburg mit der Arbeit Kriminalwissenschaftliches Erbe der KPD 1919–1933 zum Dr. jur. promoviert. Im gleichen Jahr wechselte Schöneburg an das „Zentralinstitut für Philosophie“ der Akademie der Wissenschaften der DDR. 1991 kehrte Schöneburg an die Humboldt-Universität zurück und war dort später wissenschaftlicher Mitarbeiter am strafrechtlichen Lehrstuhl von Detlef Krauß. 1996 erfolgte die Zulassung als Rechtsanwalt. Seit 2002 arbeitete er als Anwalt in Potsdam. Unter anderem war er als Verteidiger im Prozess um die Ermordung von Marinus Schöberl tätig.
Am 14. September 2006 wurde Schöneburg auf Vorschlag der Linkspartei.PDS als Nachfolger von Rosemarie Will zum Verfassungsrichter des Landes Brandenburg gewählt.
Nach der Ernennung zum Justizminister 2009 legte Schöneburg sein Amt als Verfassungsrichter nieder.

## Politik
Schöneburg gehörte der SED und später der PDS an, welche in der Partei Die Linke aufgegangen ist. In der Linkspartei war er Vorsitzender der Bundesschiedskommission sowie Mitglied der Historischen Kommission und gehört der Geschichtskommission des Berliner Landesverbands an. Ferner ist er Kuratoriumsmitglied der Rosa-Luxemburg-Stiftung Brandenburg.
Am 6. November 2009 wurde Schöneburg zum Minister der Justiz des Landes Brandenburg ernannt. Er ist damit seit 1967 deutschlandweit das erste Mitglied der ehemaligen SED in einem solchen Amt. Seiner Berufung in die Regierung aus SPD und Die Linke (Kabinett Platzeck III) waren Auseinandersetzungen um seine Person vorausgegangen. Die Tageszeitung Die Welt unterstellte ihm 2009, die DDR-Diktatur verharmlost zu haben. Schöneburg wurde vorgeworfen, in einem Beitrag für die Fachzeitschrift Welttrends 2002 die DDR nicht als „Unrechtsstaat“ eingestuft und die Todesschüsse an der Mauer verharmlost zu haben. Er bestritt diesen Vorwurf, räumte aber eine „gewisse Polemik“ in seinen damaligen Formulierungen ein. Der Rechtshistoriker Uwe Wesel sprach in dem Zusammenhang von einem „sehr intelligenten Aufsatz“; Schöneburg kritisiere mit Blick auf die DDR zu Recht den Begriff „Unrechtsstaat“ und legitimiere in keiner Weise die Schüsse an der Mauer. Der scheidende brandenburgische Innenminister Jörg Schönbohm (CDU) nannte die Benennung Schöneburgs einen „Schlag ins Gesicht der Opfer der DDR“. Kritik wurde nicht nur von CDU, FDP, Bündnis 90/Die Grünen und Opferverbänden, sondern auch aus den Reihen der SPD und vom brandenburgischen Generalstaatsanwalt Erardo Rautenberg geäußert. Die Linke wies die Vorwürfe als „Dreckskampagne“ zurück.

### Rücktritt vom Ministeramt
Im Dezember 2013 wurde bekannt, dass Schöneburg regelmäßige Anrufe eines ehemaligen Mandanten, Strafgefangener in der Justizvollzugsanstalt Brandenburg a. d. Havel, auf seinem privaten Handy empfangen hatte. Dieser war dort wegen Mordes, Vergewaltigung und Kindesmissbrauch inhaftiert und sollte in die Justizvollzugsanstalt Cottbus-Dissenchen verlegt werden, um ihn von seinem Mittäter, mit dem er verpartnert war, zu trennen. Damit sollten die kriminellen Umtriebe des Paares in der JVA unterbunden werden. Diese geplante Verlegung verhinderte Schöneburg. Bei Bekanntwerden warf ihm die Opposition Amtsmissbrauch vor. Schöneburg erklärte, er habe nie mit dem Häftling selbst geredet, sondern dieser habe nur auf seine Mailbox gesprochen und kenne seine Handynummer aus früheren Zeiten, als er dessen Strafverteidiger war. Er habe den Häftling nie begünstigt. Weiter erklärte Schöneburg: „Was ich mir vorzuwerfen habe, ist die nicht erfolgte Sperrung der Nummer meines Privathandys, so dass mich Strafgefangene erreichen konnten. Und, dass ich die Entscheidung [über die geplante Verlegung des Häftlings] selbst getroffen habe“. Nach Forderungen der Opposition erklärte Schöneburg am Abend des 14. Dezember 2013 seinen Rücktritt als Minister der Justiz. Sein Nachfolger wurde am 21. Januar 2014 der bisherige Minister der Finanzen Helmuth Markov.

### Landtagsabgeordneter
Seit dem 8. Oktober 2014 war Schöneburg Mitglied des 6. Landtags von Brandenburg. Er wurde bei der Landtagswahl am 14. September 2014 über Listenplatz 4 der Landesliste seiner Partei Die Linke gewählt. Er war Landtagsabgeordneter für Fürstenwalde/Spree, wo sich auch sein Bürgerbüro befindet. Schöneburg war Sprecher für Medienpolitik seiner Fraktion und für die Amtsperiode 2015 bis 2019 Mitglied im Rundfunkrat des Rundfunks Berlin-Brandenburg.

## Forschungsschwerpunkte
Schöneburg ist Autor zahlreicher rechtswissenschaftlicher und marxistischer Veröffentlichungen. Er beschäftigt sich vor allem mit rechtstheoretischen, rechtsgeschichtlichen und kriminalwissenschaftlichen Fragestellungen.
Schöneburg behauptet, dass in den Mauerschützenprozessen die Prinzipien der Rechtsstaatlichkeit unterlaufen worden seien. In diesen Verfahren hätte die Staatsanwaltschaft „viel zu viel Verfolgungseifer“ an den Tag gelegt. Nach Schöneburgs Auffassung sei wegen der Tötungen an der Grenze eine strafrechtliche Verurteilung nur bei Exzesstaten (beispielsweise wegen des Niederschießens eines Flüchtlings, der sich schon ergeben hatte) möglich gewesen, weil der „ungesetzliche Grenzübertritt“ in der DDR strafbar gewesen sei.
Ferner nimmt Schöneburg in seinen Schriften kritisch Stellung zur Strafrechtsgeschichte der DDR und zur Aufarbeitung des SED-Unrechts. So dient seiner Ansicht nach der für die DDR verwendete Begriff „Unrechtsstaat“ allein dazu, die DDR mit dem „Dritten Reich“ gleichzusetzen. Der Begriff Unrechtsstaat sei eine „unwissenschaftliche, moralisierende Verdrängungsvokabel“ und eine „Vulgärapostrophierung“. Im Zuge der Aufarbeitung des in der DDR begangenen Unrechts seien die „konservativen Machtstrukturen der BRD“, die zu verändern seien, der Kritik entzogen worden, die Bundesrepublik sei auf eine „Sonnenscheinversion“ zurechtgeschnitten worden. Er weist in der Auseinandersetzung um die Geschichte des Strafrechts in der DDR zudem darauf hin, dass es in der Bundesrepublik mehr Ermittlungsverfahren gegen „Verfassungsfeinde“ gegeben habe als in der DDR, dort aber andererseits mehr Verurteilungen und höhere Strafen.
Im Bereich des Strafrechts tritt Schöneburg gegen die Möglichkeit einer nachträglichen Sicherungsverwahrung für Sexualstraftäter ein, da sie das Schuldprinzip durchbreche. Stattdessen fordert er eine stärkere Therapierung während der Haft und bessere Nachbetreuungskonzepte für die Täter.
Als Referent trat Schöneburg u. a. 1999 beim Insiderkomitee zur kritischen Aneignung der Geschichte des MfS auf, einem Netzwerk ehemaliger Stasi-Kader, in dessen Zeitschrift Schöneburg auch veröffentlichte.

## Privates
Schöneburg ist Sohn des DDR-Staatsrechtlers und ehemaligen brandenburgischen Verfassungsrichters Karl-Heinz Schöneburg (1928–2013) und Vater des in der Bundesliga kämpfenden Judokas Karl Schöneburg (* 1987), den er allein erzogen hat. Schöneburg ist geschieden.
Er ist Mitglied der Leibniz-Sozietät. Er war Präsident des Brandenburgischen Judo-Verbands e. V., Vizepräsident des Deutschen Judobundes DJB und Vorsitzender des Universitäts-Judo- und Kampfsportclubs Potsdam.

## Veröffentlichungen (Auswahl)
- Proletarisches Erbe in der Rechtswissenschaft: Felix Halle. In: Neue Justiz, 1984, S. 179.
- KPD und sowjetische Kriminalwissenschaften 1919 bis 1932. In: Staat und Recht, Heft 10/1987, S. 852 ff.
- Kriminalwissenschaftliches Erbe der KPD: 1919 bis 1933. Staatsverlag der DDR, Berlin (DDR), 1989.
- Rechtswissenschaft von „unten“ – Zum 60. Gründungstag der Internationalen Juristischen Vereinigung. In: Neue Justiz, 1989, S. 489.
- Sozialismus und Strafrecht – Visionen, Forderungen und Erfahrungen aus 40 Jahren DDR. In: Widersprüche – Zeitschrift für sozialistische Politik, Heft 36, 1990.
- Philosophie des Rechts und das Recht der Philosophie: Festschrift für Hermann Klenner. Peter Lang, Frankfurt a. M. etc. 1992 (als Herausgeber).
- Recht im nazifaschistischen und „realsozialistischen“ Staat – Diskontinuitäten und Kontinuitäten. In: Neue Justiz, 1992.
- SED und Strafrecht – Thesen. In: Gregor Gysi u. a. (Hrsg.): Zweigeteilt – Über den Umgang mit der SED-Vergangenheit. VSA, Hamburg 1992.
- Menschenrechte, Strafrecht und Arbeiterbewegung – Einige theoriegeschichtliche und historische Aspekte. In: Widersprüche – Zeitschrift für sozialistische Politik Heft 46, 1993.
- Kalter Krieg und Strafrechtspolitik in der DDR. Keip & von Delft, Stockstadt 1996.
- Unrechtsstaat DDR? In: Lothar Bisky u. a. (Hrsg.): Die PDS – Herkunft und Selbstverständnis. Karl-Dietz-Verlag, Berlin 1996, S. 334.
- Gustav Radbruch, Gesamtausgabe, Band 19: Die Reichstagsreden. C.F. Müller, Heidelberg 1998 (als Bandbearbeiter).
- Nullum crimen, nulla poena sine lege – Rechtsgeschichtliche Anmerkungen. In: Utopie Kreativ, Heft 94, 1998, S. 60.
- Die Natur des Rechts – Hermann Klenner zum 75. Geburtstag. In: Utopie Kreativ, Heft 123, 2001, S. 17.
- Kritisieren, überwinden und verteidigen – Eckpfeiler einer linken Kriminalpolitik. In: Utopie Kreativ, Heft 134, 2001, S. 1082.
- Volkssouveränität und Bundesverfassungsgericht. In: Utopie Kreativ, Heft 139, 2002, S. 418.
- Strafrecht und Staatssozialismus (Texte Nr. 52 der Rosa-Luxemburg-Stiftung). Karl-Dietz-Verlag, Berlin 2009.
- Karl Liebknecht und der Strafvollzug. In: Jahrbuch für Forschungen zur Geschichte der Arbeiterbewegung, Heft II/2013.
- Der demokratische und soziale Rechtsstaat – Anspruch und Wirklichkeit, in: Axel Weipert (Hg.): Demokratisierung von Wirtschaft und Staat – Studien zum Verhältnis von Ökonomie, Staat und Demokratie vom 19. Jahrhundert bis heute, NoRa Verlag, Berlin 2014, ISBN 978-3-86557-331-5.
- Rechtspolitik und Menschenwürde. Reden, Aufsätze und Interviews zu Geschichte, Verfassung und Strafvollzug, WeltTrends, Potsdam 2014.